# Nymphon macrochelatum
Nymphon macrochelatum är en havsspindelart som beskrevs av Pushkin, A.F. 1993. Nymphon macrochelatum ingår i släktet Nymphon och familjen Nymphonidae. Inga underarter finns listade i Catalogue of Life.